# 소프트웨어 사용권

소프트웨어 사용권(Software License)은 소프트웨어를 사용할 수 있는 권한 또는 사용을 허가한다는 내용을 담은 문서 따위를 말한다. 이 때 소프트웨어는 소프트웨어 구성 요소일 수도 있고, 독립적인 소프트웨어일 수도 있다.
소프트웨어를 허가 없이 사용하는 행위는, 소프트웨어 소유자에 대한 권리를 침해하는 것이며, 이 행위를 한 자는 소프트웨어 소유자로부터 저작권법 또는 드물게 특허법에 의거 소송을 당할 수 있다.
사용권 문서를 받은 자는, 사용권 문서에 명기된 조항에 따라 소프트웨어를 사용하는 것이 허가된다.

## 소프트웨어 라이선스와 저작권법
대부분의 배포 소프트웨어는 라이선스 유형에 따라 분류가 가능하다. (아래 표 참고)
| 제공되는 권한     | 퍼블릭 도메인  | 관대한 FOSS 라이선스 (예: BSD 라이선스) | 방어적인 FOSS 라이선스 (예: GPL) | 프리웨어/셰어웨어/ 프리미엄 | 사유 라이선스        | 영업 비밀                       |
| ----------------- | -------------- | --------------------------------------- | -------------------------------- | --------------------------- | -------------------- | ------------------------------- |
| 저작권 보유       | 아니요         | 예                                      | 예                               | 예                          | 예                   | 예                              |
| 공연권            | 예             | 예                                      | 예                               | 예                          | 예                   | 아니요                          |
| 보여줄 권리       | 예             | 예                                      | 예                               | 예                          | 예                   | 아니요                          |
| 복제할 권리       | 예             | 예                                      | 예                               | 종종                        | 아니요               | 아니요                          |
| 수정할 권리       | 예             | 예                                      | 예                               | 아니요                      | 아니요               | 아니요                          |
| 배포할 권리       | 예             | 예 (동일한 라이선스에서)                | 예 (동일한 라이선스에서)         | 종종                        | 아니요               | 아니요                          |
| 서브라이선스 권리 | 예             | 예                                      | 아니요                           | 아니요                      | 아니요               | 아니요                          |
| 예제 소프트웨어   | SQLite, ImageJ | 아파치 웹 서버, ToyBox                  | 리눅스 커널, GIMP                | Irfanview, 윈앰프           | 윈도우, 하프라이프 2 | 서버사이드 월드 오브 워크래프트 |

## 같이 보기
- GNU 일반 공중 사용 허가서 - 다른 말로는 GPL이라고 한다.
- EULA
- 이중 라이선스
- 제품 활성화
- 복사 방지